# Saison 2018-2019 du Stade montois rugby
Cette page présente la saison 2018-2019 du Stade montois rugby en Pro D2.

## Entraîneurs
- Christophe Laussucq : Entraineur des arrières
- David Auradou : Entraineur des avants

## La saison

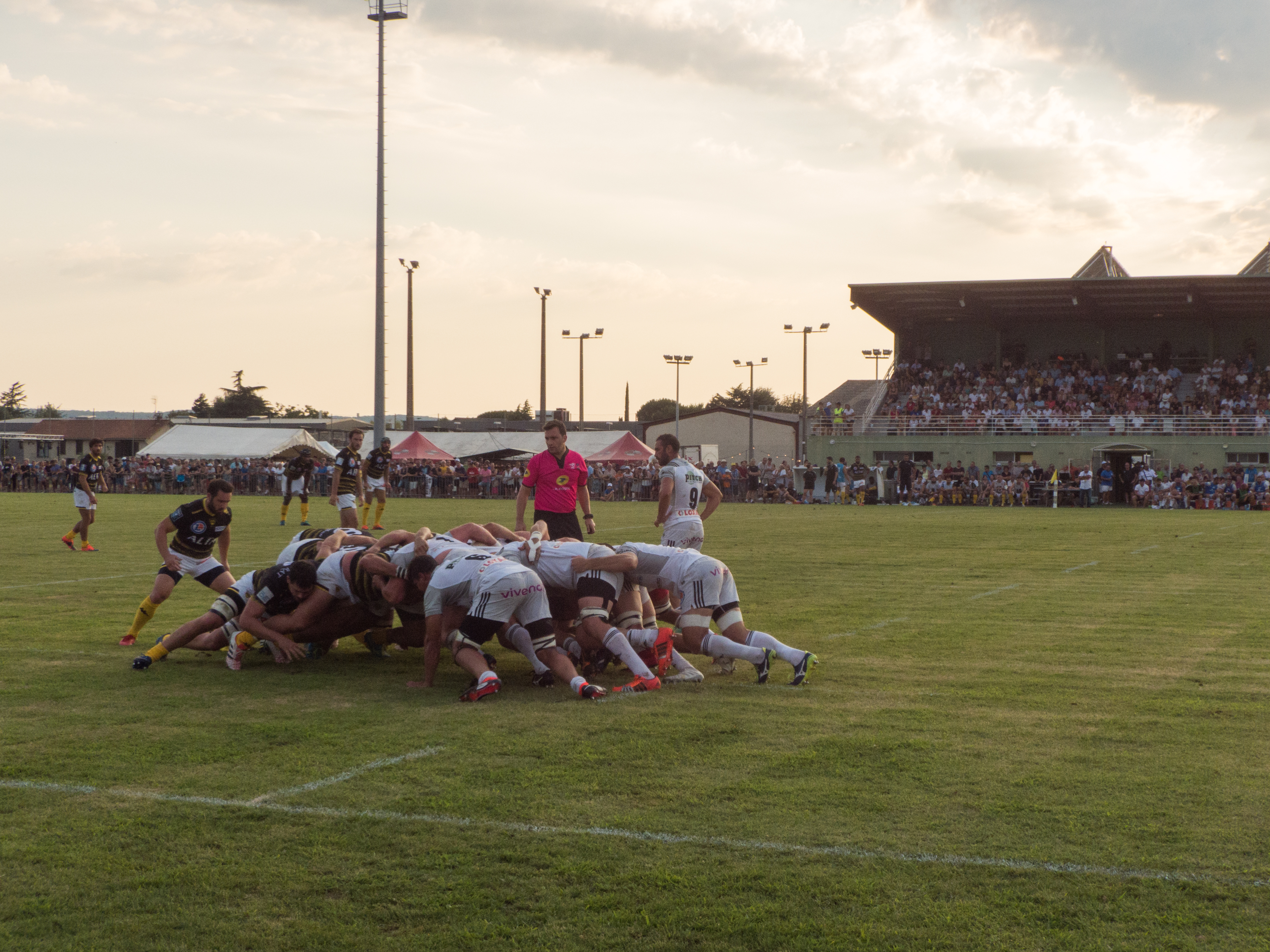
Le Stade montois joue son deuxième match amical à Biars-sur-Cère contre le CA Brive.

À la suite d'une blessure, Ropate Ratu annonce, le 23 mars 2019 à l'âge de 34 ans, mettre fin à sa carrière.

## Effectif 2018-2019
| Nom                   | Poste            | Naissance         | Nationalité sportive | Sélections | Dernier club           | Arrivée au club (année) |
| --------------------- | ---------------- | ----------------- | -------------------- | ---------- | ---------------------- | ----------------------- |
| Carlos Muzzio         | Pilier           | 21 août 1984      | Argentine            | -          | Tarbes PR              | 2014                    |
| Théo Castinel         | Pilier           | 18 avril 1994     | France               |            | Formé au club          | 2014                    |
| Rémi Hugues           | Pilier           | 19 avril 1986     | France               | -          | FC Grenoble            | 2015                    |
| Christophe David      | Pilier           | 31 juillet 1991   | France               |            | USA Perpignan          | 2016                    |
| Jeronimo Negrotto     | Pilier           | 3 octobre 1988    | France               |            | Tarbes PR              | 2016                    |
| Victor Laval          | Pilier           | 27 novembre 1989  | France               | -          | Limoges rugby          | 2017                    |
| Walter Desmaison      | Pilier           | 18 octobre 1991   | France               | -          | FC Grenoble            | 2017                    |
| Thomas Bultel         | Pilier           | 1er février 1996  | France               | -          | Montpellier HR         | 2017                    |
| Lucas Claudey         | Talonneur        | 20 février 1997   | France               | -          | Stado Tarbes PR        | 2017                    |
| Mohamed Khribache     | Talonneur        | 8 juin 1988       | Maroc                |            | CS Bourgoin-Jallieu    | 2017                    |
| Romain Latterrade     | Talonneur        | 4 avril 1996      | France               | -          | Formé au club          | 2017                    |
| Thibaud Rey           | 2e ligne         | 20 juin 1992      | France               | -          | FC Grenoble            | 2015                    |
| Philip du Preez (en)  | 2e ligne         | 1er août 1993     | Afrique du Sud       |            | Eastern Province Kings | 2016                    |
| César Damiani         | 2e ligne         | 9 octobre 1986    | France               |            | SC Albi                | 2017                    |
| Alexandre Bécognée    | 2e ligne         | 3 septembre 1996  | France               | -          | Formé au club          | 2017                    |
| Leandro Cedaro        | 2e ligne         | 16 février 1988   | Italie               |            | SU Agen                | 2018                    |
| Maselino Paulino      | 2e ligne         | 21 juin 1988      | Samoa                |            | RC Narbonne            | 2018                    |
| Romain Durand         | 2e ligne         | 7 mars 1997       | France               | -          | RC Narbonne            | 2018                    |
| Julien Tastet         | 3e ligne         | 27 janvier 1987   | France               | -          | Formé au club          | 2006                    |
| Yann Brethous         | 3e ligne         | 27 mai 1989       | France               | -          | Formé au club          | 2007                    |
| Nicolas Garrault      | 3e ligne         | 15 juin 1991      | France               |            | Tarbes PR              | 2016                    |
| Charles Brayer        | 3e ligne         | 3 novembre 1996   | France               | -          | CA Brive               | 2017                    |
| Laurence Pearce       | 3e ligne         | 3 décembre 1990   | Angleterre           | -          | Sale Sharks            | 2018                    |
| Maxime Gouzou         | 3e ligne         | 11 septembre 1998 | France               |            | Formé au club          | 2018                    |
| Aurélien Lisena       | 3e ligne         | 12 mai 1999       | France               |            | Stado Tarbes PR        | 2018                    |
| Christophe Loustalot  | Mêlée            | 7 avril 1992      | France               |            | FC Grenoble            | 2016                    |
| Théo Duhourquet       | Mêlée            | 6 juillet 1997    | France               |            | Formé au club          | 2018                    |
| Agustin Ormaechea     | Mêlée            | 8 mars 1991       | France               | -          | RC Strasbourg          | 2018                    |
| Léo Coly              | Mêlée            | 9 septembre 1999  | France               |            | Formé au club          | 2018                    |
| Clément Otazo         | Ouverture        | 3 mai 1992        | France               | -          | Aviron bayonnais       | 2015                    |
| Rémi Talès            | Demi d'ouverture | 2 mai 1984        | France               |            | Racing 92              | 2018                    |
| Dorian Laborde        | Centre           | 30 décembre 1996  | France               | -          | Formé au club          | 2015                    |
| Danré Gerber          | Centre           | 20 décembre 1988  | Afrique du Sud       |            | AS Béziers             | 2016                    |
| Romain Cabannes       | Centre           | 2 décembre 1984   | France               | -          | CA Brive               | 2017                    |
| Jens Torfs            | Centre           | 26 mai 1992       | Belgique             |            | USA Perpignan          | 2018                    |
| Julien Cabannes       | Ailier           | 9 janvier 1990    | France               | -          | Formé au club          | 2007                    |
| Ropate Ratu           | Ailier           | 1er mai 1985      | Fidji                | -          | Stade aurillacois      | 2015                    |
| Nacani Wakaya         | Ailier           | 25 juin 1991      | Fidji                |            | Fidji Warriors         | 2016                    |
| Nisié Huyard          | Ailier           | 23 mai 1994       | France               | -          | Lyon OU                | 2017                    |
| Timoci Matanavou      | Ailier           | 8 juillet 1984    | Fidji                | -          | Sans club              | 2017                    |
| Wame Naituvi          | Ailier           | 18 mai 1996       | Fidji                | -          | ASM Clermont           | 2017                    |
| Julien Lestremau      | Ailier           | 3 mars 1998       | France               | -          | Formé au club          | 2018                    |
| Alexandre de Nardi    | Ailier           | 17 janvier 1999   | France               | -          | Formé au club          | 2018                    |
| Yoann Laousse Azpiazu | Arrière          | 20 août 1991      | France               | -          | US Dax                 | 2015                    |
| Alexandre de Nardi    | Arrière          | 20 août 1991      | France               | -          | Formé au club          | 2018                    |

## Calendrier et résultats

### Pro D2
| - Stade montois - RC Massy : 33-10 - Aviron bayonnais - Stade montois : 28-28 - Stade montois - AS Béziers : 35-14 - US Montauban - Stade montois : 20-25 - Stade montois - US Oyonnax : 37-21 - Soyaux Angoulême XV - Stade montois : 20-16 - Stade montois - Biarritz olympique : 20-13 - USO Nevers - Stade montois : 24-17 - Provence rugby - Stade montois : 20-9 - Stade montois - Colomiers rugby : 38-10 - Stade montois - RC Vannes : 16-13 - Stade aurillacois - Stade montois : 31-7 - Stade montois - CA Brive : 19-14 - US bressane - Stade montois : 50-13 - Stade montois - US Carcassonne : 30-14 | - Biarritz olympique - Stade montois : 27-22 - Stade montois - USO Nevers : 34-11 - Colomiers rugby - Stade montois : 22-16 - Stade montois - Provence rugby : 16-20 - US Oyonnax - Stade montois : 34-14 - Stade montois - Stade aurillacois : 36-8 - Stade montois - US Montauban : 16-10 - AS Béziers - Stade montois : 19-16 - Stade montois - Aviron bayonnais : 17-13 - US Carcassonne - Stade montois : 11-9 - CA Brive - Stade montois : 29-27 - Stade montois - Soyaux Angoulême XV : 26-23 - RC Massy - Stade montois : 24-28 - Stade montois - US bressane : 48-22 - RC Vannes - Stade montois : 24-13 |

### Classement de la saison régulière
| Rang | Club                | J  | V  | N | D  | Bo | Bd | Pm  | Pe  | Diff | Pts |
| ---- | ------------------- | -- | -- | - | -- | -- | -- | --- | --- | ---- | --- |
| 1    | CA Brive (R)        | 30 | 19 | 1 | 10 | 6  | 7  | 816 | 556 | +260 | 91  |
| 2    | Oyonnax Rugby (R)   | 30 | 17 | 1 | 12 | 9  | 8  | 811 | 633 | +178 | 87  |
| 3    | Aviron bayonnais    | 30 | 17 | 1 | 12 | 6  | 7  | 719 | 537 | +182 | 83  |
| 4    | RC Vannes           | 30 | 17 | 1 | 12 | 3  | 7  | 671 | 619 | +52  | 80  |
| 5    | Stade montois       | 30 | 16 | 1 | 13 | 6  | 6  | 681 | 599 | +82  | 78  |
| 6    | USO Nevers          | 30 | 16 | 1 | 13 | 6  | 6  | 653 | 589 | +64  | 78  |
| 7    | Biarritz olympique  | 30 | 15 | 1 | 14 | 5  | 7  | 776 | 638 | +138 | 74  |
| 8    | AS Béziers          | 30 | 17 | 1 | 12 | 1  | 3  | 573 | 602 | -29  | 74  |
| 9    | Soyaux Angoulême XV | 30 | 14 | 1 | 15 | 5  | 5  | 614 | 646 | -32  | 68  |
| 10   | Provence Rugby (P)  | 30 | 15 | 0 | 15 | 3  | 5  | 682 | 730 | -48  | 68  |
| 11   | US Carcassonne      | 30 | 14 | 0 | 16 | 3  | 6  | 629 | 703 | -74  | 65  |
| 12   | US Montauban        | 30 | 13 | 1 | 16 | 3  | 7  | 568 | 678 | -110 | 64  |
| 13   | Colomiers Rugby     | 30 | 13 | 0 | 17 | 3  | 6  | 534 | 594 | -60  | 61  |
| 14   | Stade aurillacois   | 30 | 13 | 0 | 17 | 3  | 6  | 552 | 702 | -150 | 61  |
| 15   | US bressane (P)     | 30 | 13 | 1 | 16 | 4  | 2  | 586 | 777 | -191 | 60  |
| 16   | RC Massy            | 30 | 5  | 1 | 24 | 1  | 6  | 499 | 751 | -252 | 29  |

|  | Qualication pour les demi-finales (no 1, no 2) .          |
|  | Qualification pour les barrages (no 3, no 4, no 5, no 6). |
|  | Relégation en Fédérale 1 (no 15 et no 16).                |
|  | R : relégués 2018 • P : promus 2018                       |

### Tableau final
|  | Barrages                                            | Barrages                                            |                                                        |                                                        | Demi-finales                                                       | Demi-finales                                                       |  |  | Finale                                       | Finale                                       |
|  | Barrages                                            | Barrages                                            |                                                        |                                                        | Demi-finales                                                       | Demi-finales                                                       |  |  | Finale                                       | Finale                                       |
|  |                                                     |                                                     |                                                        |                                                        |                                                                    |                                                                    |  |  |                                              |                                              |
|  | 12 mai 2019 à 14 h 15 au stade de la Rabine, Vannes | 12 mai 2019 à 14 h 15 au stade de la Rabine, Vannes |                                                        |                                                        | 19 mai 2018 à 14 h 15 au stade Amédée-Domenech, Brive-la-Gaillarde | 19 mai 2018 à 14 h 15 au stade Amédée-Domenech, Brive-la-Gaillarde |  |  | 26 mai 2019 à 14 h 0 au stade du Hameau, Pau | 26 mai 2019 à 14 h 0 au stade du Hameau, Pau |
|  | 12 mai 2019 à 14 h 15 au stade de la Rabine, Vannes | 12 mai 2019 à 14 h 15 au stade de la Rabine, Vannes |                                                        |                                                        | 19 mai 2018 à 14 h 15 au stade Amédée-Domenech, Brive-la-Gaillarde | 19 mai 2018 à 14 h 15 au stade Amédée-Domenech, Brive-la-Gaillarde |  |  | 26 mai 2019 à 14 h 0 au stade du Hameau, Pau | 26 mai 2019 à 14 h 0 au stade du Hameau, Pau |
|  | 12 mai 2019 à 14 h 15 au stade de la Rabine, Vannes | 12 mai 2019 à 14 h 15 au stade de la Rabine, Vannes | [1] CA Brive                                           | 40                                                     |                                                                    |                                                                    |  |  | 26 mai 2019 à 14 h 0 au stade du Hameau, Pau | 26 mai 2019 à 14 h 0 au stade du Hameau, Pau |
|  | [4] RC Vannes                                       | 50                                                  | [1] CA Brive                                           | 40                                                     |                                                                    |                                                                    |  |  | 26 mai 2019 à 14 h 0 au stade du Hameau, Pau | 26 mai 2019 à 14 h 0 au stade du Hameau, Pau |
|  | [4] RC Vannes                                       | 50                                                  | [4] RC Vannes                                          | 20                                                     |                                                                    |                                                                    |  |  | 26 mai 2019 à 14 h 0 au stade du Hameau, Pau | 26 mai 2019 à 14 h 0 au stade du Hameau, Pau |
|  | [5] Stade montois                                   | 10                                                  | [4] RC Vannes                                          | 20                                                     |                                                                    |                                                                    |  |  | 26 mai 2019 à 14 h 0 au stade du Hameau, Pau | 26 mai 2019 à 14 h 0 au stade du Hameau, Pau |
|  | [5] Stade montois                                   | 10                                                  | 18 mai 2019 à 18 h 30 au stade Charles-Mathon, Oyonnax | 18 mai 2019 à 18 h 30 au stade Charles-Mathon, Oyonnax | [1] CA Brive                                                       |                                                                    |  |  |                                              |                                              |
|  | 11 mai 2019 à 20 h 45 au stade Jean-Dauger, Bayonne |                                                     | 18 mai 2019 à 18 h 30 au stade Charles-Mathon, Oyonnax | 18 mai 2019 à 18 h 30 au stade Charles-Mathon, Oyonnax | [1] CA Brive                                                       |                                                                    |  |  |                                              |                                              |
|  |                                                     | [3] Aviron bayonnais                                | 18 mai 2019 à 18 h 30 au stade Charles-Mathon, Oyonnax | 18 mai 2019 à 18 h 30 au stade Charles-Mathon, Oyonnax |                                                                    |                                                                    |  |  |                                              |                                              |
|  | [3] Aviron bayonnais                                | 32                                                  | 18 mai 2019 à 18 h 30 au stade Charles-Mathon, Oyonnax | 18 mai 2019 à 18 h 30 au stade Charles-Mathon, Oyonnax |                                                                    |                                                                    |  |  |                                              |                                              |
|  | [3] Aviron bayonnais                                | 32                                                  | [3] Aviron bayonnais                                   | 38                                                     |                                                                    |                                                                    |  |  |                                              |                                              |
|  | [6] USO Nevers                                      | 26                                                  | [3] Aviron bayonnais                                   | 38                                                     |                                                                    |                                                                    |  |  |                                              |                                              |
|  | [6] USO Nevers                                      | 26                                                  | [2] Oyonnax rugby                                      | 34                                                     |                                                                    |                                                                    |  |  |                                              |                                              |
|  |                                                     |                                                     | [2] Oyonnax rugby                                      | 34                                                     |                                                                    |                                                                    |  |  |                                              |                                              |

### Barrages
| 12 mai 2019 14 h 15 | RC Vannes | 50 - 10 (30 - 10) | Stade montois | Stade de la Rabine, Vannes Arbitre : Cédric Marchat |
| 12 mai 2019 14 h 15 | Essai(s) : 6 Curtis (2e, 49e, 55e), Duplenne (8e), Holder (40e), Bouthier (58e) Transformation(s) : 4 Hilsenbeck (3e, 41e, 51e), Le Bail (10e) Pénalité(s) : 4 Le Bail (15e), Hilsenbeck (23e, 26e, 48e) |                   | Essai(s) : 1 Laborde (6e) Transformation(s) : 1 Shingler (6e) Pénalité(s) : 1 Shingler (20e) Carton(s) rouge(s) : 1 Paulino (46e) | Stade de la Rabine, Vannes Arbitre : Cédric Marchat |
| 12 mai 2019 14 h 15 | |                   | | Stade de la Rabine, Vannes Arbitre : Cédric Marchat |

## Statistiques

### Championnat de France
Meilleurs réalisateurs
| Rang | Joueur | Poste | Points | Essais | Transf. | Pén. | Drops |
| ---- | ------ | ----- | ------ | ------ | ------- | ---- | ----- |
| 1    | -      | -     | -      | -      | -       | -    | -     |
| 2    | -      | -     | -      | -      | -       | -    | -     |
| 3    | -      | -     | -      | -      | -       | -    | -     |
| 4    | -      | -     | -      | -      | -       | -    | -     |
| 5    | -      | -     | -      | -      | -       | -    | -     |

Meilleurs marqueurs
| Rang | Joueur | Poste | Essais |
| ---- | ------ | ----- | ------ |
| 1    | -      | -     | -      |
| 2    | -      | -     | -      |
| 3    | -      | -     | -      |
| 4    | -      | -     | -      |
| 5    | -      | -     | -      |